# Baryconus erythropus
Baryconus erythropus är en stekelart som först beskrevs av Cameron 1913.  Baryconus erythropus ingår i släktet Baryconus och familjen Scelionidae. Inga underarter finns listade.